# Kopaonik Beograd
Pour les articles homonymes, voir Kopaonik.
Kopaonik Beograd (code BELEX : KOPB) est une entreprise serbe qui a son siège social à Belgrade, la capitale de la Serbie. Elle travaille dans le secteur des matériaux, principalement destinés à la construction. Elle entre dans la composition du BELEXline, l'un des indices principaux de la Bourse de Belgrade.

## Histoire
Kopaonik Beograd a été admise au libre marché de la Bourse de Belgrade le 6 novembre 2006.

## Activités
Kopaonik propose toutes sortes de produits en métal ou en bois, des isolants contre l'humidité ou la chaleur, du ciment, du béton préfabriqué et des briques. Elle dispose d'entrepôts et de points de vente à Belgrade, Zaječar, Niš, Kraljevo, Užice, Požega, Čačak et Kremna.
Entre autres, la société a fourni des matériaux pour la construction des centrales hydroélectriques de Đerdap 1 et Đerdap 2, de la centrale thermique d'Obrenovac, de l'usine électrique de Zvornik et du pont de Gazela.

## Données boursières
Le 19 juin 2013, l'action de Kopaonik Beograd valait 1 600 RSD (13,98 EUR). Elle a connu son cours le plus élevé, soit 18 400 RSD (160,84 EUR), le 19 avril 2007 et son cours le plus bas, soit 1 040 RSD (9,09 EUR), le 16 octobre 2012.
Le capital de Kopaonik Beograd est détenu à hauteur de 76,82 % par des entités juridiques, dont 24,25 % par Glina promet d.o.o. et 13,22 % par l'Akcionarski fond Beograd.